# Армия Вулкана
Армия Вулкана — небольшая повстанческая группа, принимавшая участие в гражданской войне в Чаде и чадско-ливийском конфликте. Будучи численно значительно меньше других повстанческих группировок, она играла значительную роль в этом конфликте благодаря особенно благосклонному отношению к ней ливийского лидера Муаммара Каддафи, лояльность которого она неизменно сохраняла до самого конца войны. 

## История
Организация была основана в 1970 году арабским повстанцем Мохаммедом Баглани, который в июне того же года был изгнан из состава ФРОЛИНА его генеральным секретарём Абба Сиддик. Новая организация основана в Ливии, по идеологии тяготела к исламизму и состояла преимущественно из чадских арабов, которые враждебно относились к лидерству Сиддик в ФРОЛИНА. В течение нескольких лет Армия Вулкана представляла собой совсем незначительную силу, но в 1975 году начала укрепляться. Среди новых членов, присоединившихся к организации в 1976 году, был Ахмат Асил, который, заручившись поддержкой со стороны ливийских властей, в январе 1977 начал оспаривать лидерство Баглане. Когда 27 марта Баглане погиб в автокатастрофе в Бенгази, Асил, будучи всесторонне поддержанным ливийским президентом Муаммаром Каддафи, возглавил Армию Вулкана, в дальнейшем став самым доверенным и лояльным сторонником ливийского лидера в Чаде и проводником всех его планов.
Под управлением Асил произошёл бурный рост организации; её отряды были активны преимущественно в чадских префектурах Бильтин и Саламат, где Армия Вулкана координировала свои нападения со значительно большей фракцией Народных вооружённых сил (фр. Forces Armées Populaires, FAP), возглавляемых Гукуни Уэддеем. Будучи значительно меньше по количеству, чем FAP Гукуни Уэддея и FAN (Вооружённые силы Севера , Forces Armées du Nord) Хиссена Хабре, основных составляющих фракций, на которые распался ФРОЛИНА в октябре 1976 , Армия Вулкана отличалась высокой боеспособностью и фанатизмом своих бойцов. В 1978 году её численность достигла 400-500 человек благодаря привлечению к повстанческому движению населению центральных районов Чада, в частности, основных бедуинских племён региона. Армию Вулкана часто обвиняли в трайбализме, учитывая её крайне враждебное отношение к африканскому населению Чада вообще, и особенно к народу тубу, представители которого доминировали в FAN и FAP.
27 августа 1978 года эта вражда вылилась в откровенный конфликт, когда отряды Асил, подстрекаемые Каддафи, атаковали позиции FAP в Файя-Ларжо, столице северной префектуры Борку-Эннеди-Тибести; эта атака была сравнительно легко отбита. Так как с начала этого года Армия Вулкана получала большую часть ливийской помощи чадским повстанцам, Гукуни понял, что Каддафи ищет пути заменить его на посту лидера повстанцев более лояльным Асил. Гукуни ответил разрывом отношений с Ливией и начал искать взаимопонимание с Францией. 
Отношения между Асил и Гукуни оставались холодными в течение всего 1979 года, особенно после того, как Гукуни в феврале составил временный союз с Хиссене Хабре во время битвы за Нджамену, в результате которой было свергнуто правительство выходца с юга Феликса Маллума и власть в стране надолго перешла к северной элите.
Международное сообщество и, в частности, Нигерия, делало попытки предотвратить распространение хаоса в стране путём устройства серии мирных конференций. Однако на первой такой конференции, устроенной в марте в нигерийском городе Кано, мелкие фракции, в том числе Армия Вулкана, не присутствовали. В знак протеста они создали Временный фронт совместных действий (Front des Actions Communes Provisionnelles, FACP), альтернативное правительство, поддержанное Ливией, которое должно было стать противовесом созданному в Кано Переходному правительству национального единства (GUNT). После того, как первая попытка урегулирования закончились неудачей, FACP был переименован в Демократический революционный совет (Conseil Démocratique Révolutionnaire, CDR), который возглавил Асил. Начиная с этого момента, Армия Вулкана участвовала в дальнейшей борьбе под названием CDR. CDR вошла в состав нового, расширенного GUNT, который был сформирован 21 августа в Лагосе; Ахмат Асил получил в этом правительстве пост министра иностранных дел.